# Plaza Isabel la Católica
La Plaza Isabel la Católica (Piazza Isabella la Cattolica) è una piazza pubblica del comune di Chacao, che fa parte del distretto metropolitano di Caracas, in Venezuela, ed è situata nell'Avenida Principal de La Castellana. La piazza si trova presso la zona degli affari La Castellana e quella di Altamira, ed è una delle rotonde principali della città. Prende il nome dalla regina di Spagna Isabella la Cattolica.

## Descrizione

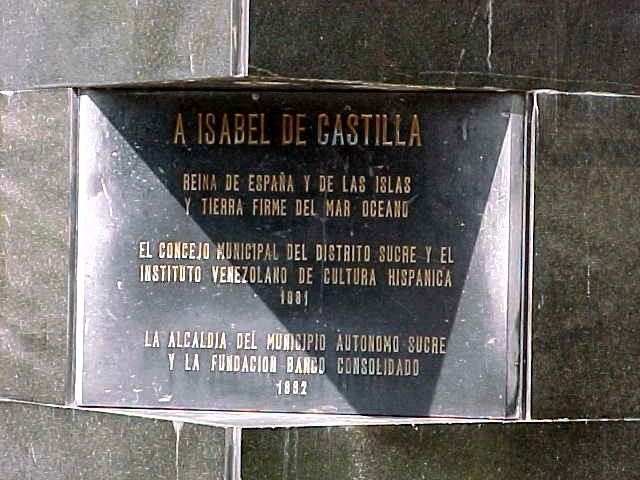
La targa alla base del monumento dedicato alla regina di Castiglia.

La piazza venne costruita nel 1996 e misura 75 metri di diametro ed è circondata da giardini e alberi grandi. Al centro si trova una spianata lastricata ampia, progettata dall'artista Carlos Cruz Diez. In questa piazza si trovano le ambasciate di alcuni paesi, come il regno di Spagna, il Portogallo, il Regno Unito, il Giappone e il Brasile. Nella sua parte settentrionale si trova un monumento dedicato a Isabella la Cattolica, un'opera della scultrice venezuelana Marisol Escobar (1930-2016). Il monumento fu inaugurato dal consiglio comunale, l'istituto venezuelano della cultura ispanica e la fondazione Banco Consolidado, il cui grattacielo finanziario è situato presso questo slargo.
La targa del monumento è in lingua spagnola e recita: 
REINA DE ESPAÑA Y DE LAS ISLAS

Y TIERRA FIRME DEL MAR OCEANO 

EL CONSEJO MUNICIPAL DEL DISTRITO SUCRE Y EL

INSTITUTO VENEZOLANO DE CULTURA HISPÁNICA

1981

LA ALCADÍA DEL MUNICIPIO AUTÓNOMO SUCRE

Y LA FUNDACIÓN BANCO CONSOLIDADO

REGINA DI SPAGNA E DELLE ISOLE

E DELLA  TERRA FERMA DEL MARE OCEANICO 

IL CONSIGLIO COMUNALE DEL DISTRETTO SUCRE E

L'INSTITUTO VENEZUELANO DI CULTURA ISPANICA

1981

L'UFFICIO DEL SINDACO DEL MUNICIPIO AUTONOMO SUCRE

E LA FONDAZIONE BANCO CONSOLIDADO

## Galleria d'immagini

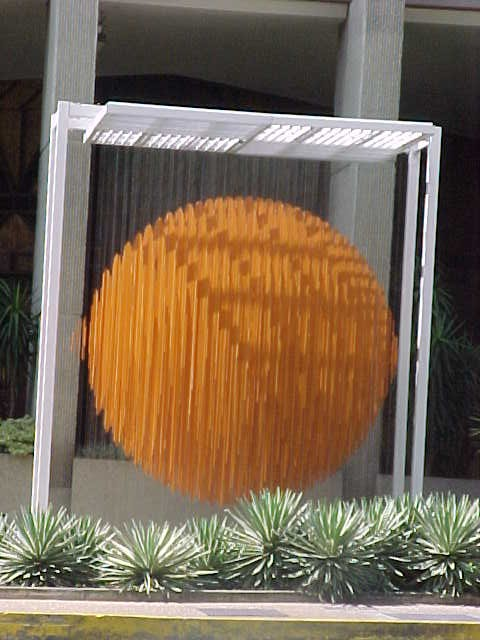
Un'opera di arte moderna situata nella piazza.
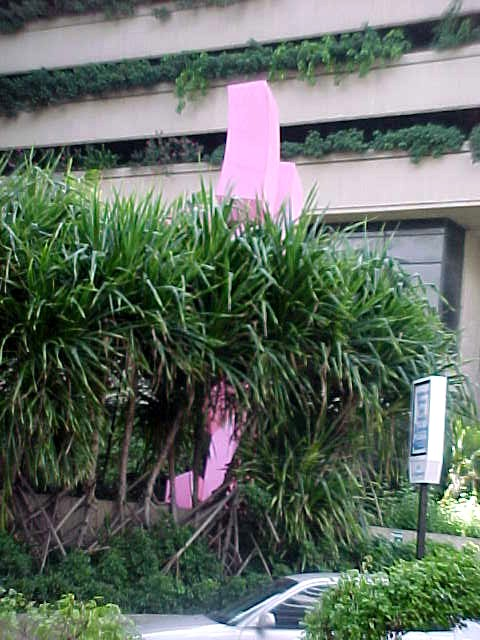
Un'opera di arte moderna situata nella piazza.
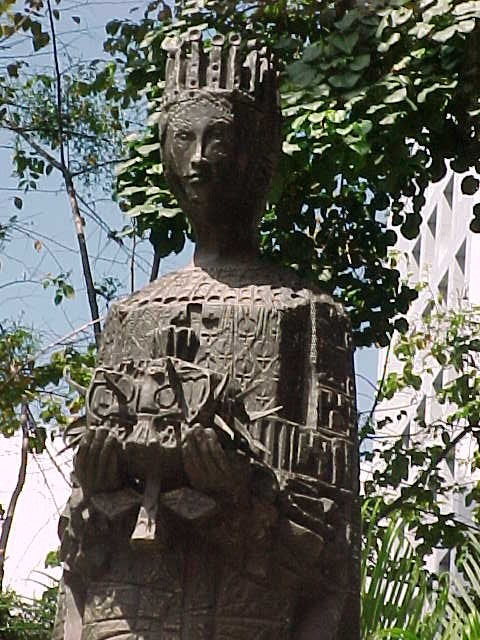
Un dettaglio della statua.